# Bystry (1939)
Destructor Bystry (en ruso: Быстрый, lit. 'rápido') fue uno de los destructores de la clase Gnevny (oficialmente conocido como Proyecto 7) construidos para la Armada Soviética a finales de la década de 1930. Completado en 1939, fue asignada a la Flota del Mar Negro. Cuando comenzó la invasión alemana de la Unión Soviética (Operación Barbarroja) en junio de 1941, el barco se encontraba en reparación. En julio de 1941, el Bystry chocó contra una mina y se hundió en aguas poco profundas. Posteriormente se rescató su pecio, pero estaba demasiado dañado para reparaciones inmediatas. Más tarde fue hundido por bombas alemanas y se rescató la proa del destructor para reparar a su buque gemelo el Besposhchadny.   

## Diseño y desarrollo
Después de construir los destructores de clase Leningrado, grandes y costosos de 40 nudos (74 km/h), la Armada soviética buscó la asistencia técnica de Italia para diseñar destructores más pequeños y más baratos. Obtuvieron la licencia de los planos de los destructores italianos de la clase Folgore y, al modificarlos para sus propósitos, sobrecargaron un diseño que ya era algo poco estable.
Los destructores de la clase Gnevnys tenían una eslora total de 112,8 metros, una manga de 10,2 metros y un calado de 4,8 metros a toda carga. Los buques tenían un sobrepeso significativo, casi 200 toneladas más pesados de lo diseñado, desplazando 1612 toneladas con carga estándar y 2039 toneladas a toda carga. Su tripulación constaba de 197 oficiales y marineros en tiempo de paz y 236 en tiempo de guerra.
Los buques contaban con un par de turbinas de vapor con engranajes, cada una impulsaba una hélice, capaz de producir 48 000 ihp en el eje (36 000 kW) usando vapor de tres calderas de tubos de agua que estaba destinado a darles una velocidad máxima de 37 nudos (69 km/h). Los diseñadores habían sido conservadores al calificar las turbinas y muchos, pero no todos, los buques excedieron fácilmente su velocidad diseñada durante sus pruebas de mar. Las variaciones en la capacidad de fueloil significaron que el alcance de los destructores de la clase Gnevny variaba entre 1670 y 3145 millas náuticas (3093 a 5825 km; 1922 a 3619 millas) a 19 nudos (35,00 km/h).
Tal y como estaban construidos, los buques de la clase Gnevny montaban cuatro cañones B-13 de 130 mm en dos pares de monturas individuales superfuego a proa y popa de la superestructura. La defensa antiaérea corría a cargo de un par de cañones 34-K AA de 76,2 mm en monturas individuales y un par de cañones AA 21 K de 45 mm, así como dos ametralladoras AA DK o DShK de 12,7 mm. Así mismo, llevaban seis tubos lanzatorpedos de 533 mm en dos montajes triples giratorios; cada tubo estaba provisto de una recarga. Los barcos también podrían transportar un máximo de 60 o 95 minas y 25 cargas de profundidad. Estaban equipados con un juego de hidrófonos Marte para la guerra antisubmarina, aunque eran inútiles a velocidades superiores a tres nudos (5,6 km/h). Los buques estaban equipados con dos paravanes K-1 destinados a destruir minas y un par de lanzadores de cargas de profundidad.

## Historial de combate
El destructor Bystry fue construido en el astillero n.° 198  (en ruso: Николаевский судостроительный завод, lit. 'Astillero Nikolaev') en la ciudad ucraniana de Nikolayev. Se inició su construcción el 17 de abril de 1936 y se botó el 5 de noviembre de 1936. El buque fue finalmente completado el 27 de enero de 1939 y asignado a la Flota del Mar Negro, el 7 de marzo.
Cuando comenzó la invasión alemana de la Unión Soviética, el 22 de junio de 1941, el Bystry fue asignado a la 2.º División de Destructores y estaba esperando un reacondicionamiento programado en Sebastopol. El 1 de julio, partió hacia Nikolayev para continuar con los trabajos de reacondicionamiento, pero chocó contra una mina al salir de Sebastopol, matando a 24 e hiriendo a 81 tripulantes. La explosión inundó la mitad delantera del barco, así como las salas de calderas y su proa se hundió en aguas poco profundas. El 13 de julio, fue reflotado y, al día siguiente, atracado en dique seco para efectuar reparaciones. Pero estaba en muy malas condiciones por lo que le repararon el casco para poderlo sacar del dique seco a la espera de una decisión final sobre si era factible su reparación. El buque fue alcanzado por varias bombas durante un ataque aéreo alemán en septiembre y se hundió. Del 20 de noviembre al 15 de diciembre, se recuperó su armamento que se utilizó para reforzar las defensas costeras de Sebastopol. Su proa fue rescatada, más tarde, para reparar a su buque gemelo el Besposhchadny.